# Новая Ольховка
Новая Ольховка — посёлок сельского типа в Наро-Фоминском районе Московской области, входит в состав сельского поселения Атепцевское.
Население — 2009 чел. (2010). В посёлке числятся 21 улица, переулок, 4 гск и 5 садоводческих товариществ, в 2003 году построена церковь Рождества Иоанна Предтечи. До 2006 года Новая Ольховка входила в состав Атепцевского сельского округа.
Посёлок расположен в центральной части района, на запруженной реке Истье (правый приток реки Нары), в 7 км южнее Наро-Фоминска, высота центра над уровнем моря 185 м. Ближайшие населённые пункты — посёлок Башкино в 1 км на северо-восток, деревни Башкино и Рождество — в 1 км на восток Каурцево в 1,5 км на юго-восток.
Решением Московской областной думы № 13/72 от 22 ноября 1995 года была снята с учёта упразднённая деревня Ольховка Атепцевского сельского округа Наро-Фоминского района, а решением № 19/73 от 6 декабря того же года зарегистрирован новый населённый пункт — посёлок Новая Ольховка, к которому была присоединена территория деревни Татарка.

## Население
| 2002 | 2006  | 2010  |
| ---- | ----- | ----- |
| 2006 | ↗2037 | ↘2009 |